# Brainfuck
Brainfuck，简称BF，是一种极小化的程序语言，由Urban Müller在1993年创造。Fuck在英語中是髒話，所以这种语言有时称为Brainf*ck或Brainf***，或者只用简称。

## 概述
Müller的目标是创建一种简单的、可以用最小的编译器来实现的、符合图灵完全思想的编程语言。这个语言由八种运算符构成，为Amiga机器编写的编译器（第二版）只有240个字节大小。
Brainfuck的名字已经暗示出来，它的程序代码很难读懂。尽管如此，Brainfuck仍然可以像图灵机一般完成任何计算任务。它虽然计算方式与众不同，但确实能够正确运行。
这种语言基于一个简单的机器模型。这个机器除了指令以外，还包括：一个以字节为单位、已初始化为零的数组、一个指向该数组的指针（开始时指向数组的第一个字节）、以及用于输入输出的两个字节流。
下面是这八种状态的描述，其中每个状态由一个字符标识：
| 字符 | 含义                                                                |
| ---- | ------------------------------------------------------------------- |
| >    | 指针加一                                                            |
| <    | 指针减一                                                            |
| +    | 指针所指字节的值加一                                                |
| -    | 指针所指字节的值减一                                                |
| .    | 输出指针所指字节内容（ASCII码）                                     |
| ,    | 向指针所指的字节输入内容（ASCII码）                                 |
| [    | 若指针所指字节的值为零，则向后跳转，跳转到其对应的]的下一个指令处   |
| ]    | 若指针所指字节的值不为零，则向前跳转，跳转到其对应的[的下一个指令处 |

Brainfuck指令可以逐一替换，翻译成C语言（假设ptr是char *类型）的语句之类：
| Brainfuck | C                 |
| --------- | ----------------- |
| >         | ++ptr;            |
| <         | --ptr;            |
| +         | ++*ptr;           |
| -         | --*ptr;           |
| .         | putchar(*ptr);    |
| ,         | *ptr = getchar(); |
| [         | while (*ptr) {    |
| ]         | }                 |

## 例子

### Hello World!
在屏幕上打印Hello World!：
```
++++++++++
[
>
+++++++
>
++++++++++
>
+++
>
+
<<<<
-
]

>
++
.
>
+
.
+++++++
..
+++
.
>
++
.
<<
+++++++++++++++
.

>
.
+++
.
------
.
--------
.
>
+
.
>
.

```

### 目前位置归零
```
[
-
]

```

### 字符I/O
```
,.

```

从键盘读取一个字符并输出到屏幕上。

### 简单的循环
```
,
[
.,
]

```

这是一个循环，连续从键盘读取字符，回显到屏幕上。注意，这里假定0表示输入结束，但有些系统并非如此。如果是-1表示输入结束，代码就应是,+[-.,+]。如果是输入未改变表示输入结束，代码则是,[->+>-<<]>[-<+>]>[[-]<<.[->>+<<],[->+>-<<]>[-<+>]>]。

### 指针维护
```
>
,
[
.
>
,
]

```

移动指针，保存所有的输入，供后面的程序使用。

### 加法
```
[
-
>
+
<
]

```

把当前位置的值加到后面的单元中（会让左边的单元归零）。

### 条件指令
```
,
----------
[
----------------------
.,
----------
]

```

从键盘读来小写字符，转成大写。按回车键退出程序。
首先，通过,读入第一个字符并把它减10（10 在大多数情况下为换行符 LF 的值）。如果用户按的是回车键，循环命令（[）就会直接跳转到程序的结尾：因为这时第一个字节已经减到了零。如果输入的字符不是换行符（比如是一个小写字符），程序就进入循环。在这里再减去剩下的22，这样总共减掉32。这是ASCII码中小写字符和大写字符的差值。
下面输出到屏幕。然后接收下一个输入字符，并减去10。如果它是换行符，退出循环；否则，再回到循环的开始，减去22并输出……退出了循环，后面没有了其他指令，程序便随之终止。

### 加法器 add(summand, addend, *sum)
```
>>
[
-
]
>
[
-
]
<<<
        // 清空 cell #2 和 #3

[
-
>>
+
>
+
<<<
]
         // cell #0 的值移到 cell #2 和 #3

>

    
>>
[
-
<<<
+
>>>
]
<<
  // cell #3 的值移到 cell #0

    
[
-
>
+
>
+
<<
]
       // cell #1 的值移到 cell #2 和 #3

    
>>
[
-
<<
+
>>
]
<<
    // cell #3 的值移到 cell #1

<

```

将保存在 cell #0 和 #1 中的两个整数相加，结果保存在 cell #2。
以 cell #3 为临时变量，保证了原来的两个存储单元数值不变，方便以后使用。
代码运行前，指针指向 cell #0，
第一步，先将 cell #2 和 cell #3 清空，确保不会有多余的数据影响运算结果；
第二步，将 cell #0 的值同时转移到 cell #2 和 cell #3，再用 cell #3 来恢复 cell #0 的值；
第三步，将 cell #1 的值同时转移到 cell #2 和 cell #3，再用 cell #3 来恢复 cell #1 的值；
最后，指针归位（回到初始位置），方便后续运算。

### 乘法器 multiply(multiplicand, multiplier, *product)
```
>>
[
-
]
>
[
-
]
>
[
-
]
<<<<
       // 清空 cell #2、 #3 和 #4

[
-
>
                     // cell #0 的值减 1

    
[
-
>
+
>
+
<<
]
           // cell #1 的值加进 cell #2 和 #3

    
>>

        
[
-
<<
+
>>
]
        // cell #3 的值移回 cell #1

        
>
+
<
             // cell #4 的值加 1，这样外循环结束时 cell #4 的值和 cell #0 原来的值就相等

    
<<

<
]

>>>>
[
-
<<<<
+
>>>>
]
<<<<
    // cell #4 的值移回 cell #0

```

跟上面的“加法器”类似，这个“乘法器”将保存在 cell #0 和 cell #1 的两个整数相乘，结果保存在 cell #2。
同样使用了临时变量，保证了原来的两个存储单元数值不变，方便以后使用。
更多代码解析请参见 https://github.com/moky/BrainFuck （页面存档备份，存于）